# Religionsverschiedenheit
Mit dem Begriff Religionsverschiedenheit ist gemeint, dass zwei Personen unterschiedlichen Religionen, nicht nur verschiedenen Konfessionen/Denominationen angehören. Zwischen Christen und Moslems besteht Religionsverschiedenheit. Zwischen Lutheranern und Katholiken oder auch Sunniten und Schiiten besteht zwar Konfessionsverschiedenheit, im Normalfall aber keine Religionsverschiedenheit. Ein Sonderfall ergibt sich, wenn einer Gruppe, die aus einer Religion hervorgegangen ist und sich als Teil derselben versteht, von anderen Religionsangehörigen die Zugehörigkeit zur selben Religion abgesprochen wird. So ist es zum Beispiel bei der Kirche Jesu Christi der Heiligen der Letzten Tage („Mormonen“), die sich selbst als christlich betrachtet, von den meisten anderen christlichen Gemeinschaften aber nicht als christlich anerkannt wird. Unter Umständen kann es dann von der Konfessionszugehörigkeit abhängen, ob zwischen zwei Personen Religionsverschiedenheit oder nur Konfessionsverschiedenheit besteht.
Im katholischen Eherecht stellt Religionsverschiedenheit ein Ehehindernis dar (siehe Interreligiöse Ehe). Religionsverschiedenheit liegt vor, wenn ein Partner katholisch ist, der andere aber ungetauft ist. Da es rein kirchlichen Rechts ist, kann davon dispensiert werden, wenn die Bedingungen, die für konfessionsverschiedene Ehen gelten, analog erfüllt werden. Die Religionsverschiedenheit wird dabei von der Konfessionsverschiedenheit anhand der Taufe unterschieden. Wer nach katholischen Maßstäben gültig in einer nicht-katholischen Kirche getauft wurde – was auf die meisten nicht-katholischen Christen zutrifft –, ist nur konfessionsverschieden zu einem Katholiken. Da aber im Blick auf manche Konfessionen katholischerseits wiederholt Zweifel auftreten über die Einhaltung der Taufspendungsform, die in der jeweiligen Glaubensgemeinschaft gültig ist, wird in der Regel in solchen Fällen sozusagen prophylaktisch von der Religionsverschiedenheit dispensiert.